# Sestavljanje
Sestavljanje je ena izmed štirih besedotvornih vrst (izpeljava, zlaganje, sestavljanje in sklapljanje). Poteka tako, da enodelni podstavi dodamo naglašeno predponsko obrazilo; slovnične značilnosti podstave ostanejo neprizadete, zgubi se le njena začetnost (podpredsednik, pramati, nehote).
Natančen algoritem za tvorbo:
- Izhajaj iz besedne zveze, ki izraža pomensko vsebino bodoče tvorjenke;
- En del podstavne besedne zveze izrazi s predponskim obrazilom;
- Preostali del besedne zveze spravi v nadaljnji postopek;
- Bodoči podstavi tvorjenke odvzemi določene slovnične lastnosti;
- Združi to;
- Popravi šiv.

Del podstave, ki se poobrazilja, je polnopomenska beseda (ali predložna zveza), s pomenskega polja koordinatnega sestava, npr. višji – nižji, poprej – pozneje, pozitiven – negativen itd. Predponsko obrazilo je prvotno predlog, členek, predpona: pragozd, najplemenitejši.
Primer: 
- Nasprotno od hote
- Ne-
- Hote
- -hote
- Ne- + -hote
- Nehote

Sestavljenkam so radi očitali neslovenskost, čeprav so v slovenskem jeziku tudi domači zgledi za sestavljanje: pramati, najlepši, sokriv … Kljub temu so zelo pomembna besedotvorna vrsta v modernih jezikih, torej tudi v knjižni slovenščini.

### SESTAVLJANJE GLAGOLOV
Pravega sestavljanja glagolov je malo. Imamo ga, kadar predpona zamenjuje polnopomensko besedo podstave besedne zveze; npr. prednaročiti (poprej naročiti).
Preglednica:
- Do- dozavarovati
- Ko- kopilotirati
- Kontra- kontraobveščevati
- Nad- nadocenjevati
- Po- ponaročiti
- Pod- podocenjevati
- Pre- prefabricirati
- Pred- prednapeti
- Re- reelegirati
- So- sooblikovati

### SESTAVLJANJE PRISLOVOV
- Ne- nehote, nedolgo, neprav, nevede, nenadoma
- Pra- pradavno

### SESTAVLJANJE PRIDEVNIŠKIH BESED
Sestavljenke s posameznimi predponami:
- a-/ab- areligiozen, amuzičen, acikličen, atonalen, ahuman, alogičen, abnormalen, abiotičen
- an-/àn-/a- anorganski, anonimen, anaeroben, anormalen
- ante- antediluvialen
- anti- antitalentiran, antiproletarski, antisocialističen, antidemokratičen, antisocialen
- hiper- hipermodern, hiperkritičen, hipersenzibilen
- i- Ilegalen, imobilen, iracionalen
- in- inaktiven, indefiniten, intoleranten
- inter- interlinearen, interdentalen
- marsi- marsikakšen, marsikateri, marsikak, marsičigav
- nad- nadpolovičen, nadčloveški, nadčuten, nadpovprečen, nadsnoven,
- nàj-/náj- najlepši, najmodrejši, najlažji, najboljši
- ne- nerjaveč, neumesten, nemlad, neavtohton, neuraden, neobičajen
- o-/ó- ozelen, otemen, osiv
- pa- paobel
- po- poindustrijski, pobinkošten, poaprilski
- post- postoperacijski, postnapoleonski, postmoderen
- pra- pradaven, praslovanski, prastar, praspolen
- pre- predrzen
- pre- prefabriciran
- pred- prednaglašen, predpripravljalen, predkliničen
- proti- protidemokratičen, protizakonit
- so- sokriv, soudeležen, sonožen, soodgovoren
- super- supermoderen, supernacionalen, superhiter
- supra- supraprevoden
- ultra- ultrakratek, ultravijoličen

Pravim sestavljenkam so samo podobne izpeljanke iz (v glavnem samostalniških) sestavljenk: prababičin, sopomenski, podporočnikov …  Tip prelep, predrzen je iz predložnih zvez (prelep -> lep čez vse).

### SESTAVLJANJE SAMOSTALNIKOV
Najpogostejša predponska obrazila:
- a- amorala, abiogeneza
- ante- antedatacija
- anti- antikadenca, antidelec, antikritika
- eks- ekskralj, eksjezuit, eksfrančiškan
- hiper- hiperprodukcija, hipervitaminoza, hiperinflacija, hipercivilizacija
- hipo- hipofunkcija, hipoklorit, hipovitaminoza
- infra- infrastruktura, infraprotein
- inter- interglacial
- intra- intramurij
- ko- koprodukcija, kopilot, koreferat
- kontra- kontašpijonaža, kontrafagot, kontragovornik
- marsi- marsikdo, marsikaj
- med- medklic, medjed, medmožgani, medprostor
- meta- metajezik, metateorija
- nad- nadčlovek, nadkuhar, nadsekretar, nadškof, nadnaravnost, nadpovprečje
- ne- nehumanist, nevojak, neduh, Neslovenec, nezdravnik, nemoč, neugodje, neupoptevanje
- pa- paslika, pastožec, palist, pagosenica, palik, panoga, pasonce
- po- posezona, poigra, podiploma, poimpresionizem, popuberteta
- pod- pododbor, podoficir, podpolkovnik, podkonzul, podpritličje
- póst-/pòst- postfiks, postmoderna, postimpresionizem, postmodernizem
- pra- pramati, pračlovek, prazgodovina, prabitje, praded
- pre- predobrota
- pre- prefabrikacija, prefabrikat
- pred- preddelavec, predigra, predstraža, predpriprava
- proti- protikandidat, protifašist, protidokaz, protigovornik, protikritika
- raz- razkralj, razfrančiškan, razjezuit
- re- reelekcija, reaktivacija, reanimacija, reinterpretacija, resocializacija
- sin- sinsemantika
- so- sostanovalec, sovladar, soposest, sovaščan, sopodpisnik, sozvok
- sub- subdiakon, subdominanta, substandard, subnormala
- super- superstruktura, superčlovek, superarbitraža, supernova, supertanker
- supra- supranaturalizem, supraprevodnost, supraprotest
- trans- transuran, transatlantik
- ultra- ultraradikalec, ultrazvok, ultrafilter, ultramikroskop

Prevzeta predponska obrazila se dajo skoraj vsa zamenjati z domačimi: protikadenca, preddotacija itd., pod pogojem, da tako priponsko obrazilo v slovenščini obstaja. Ni ga za na primer re-.